# Поединок (фильм, 2002)
«Поединок» (англ. Poolhall Junkies) — американский триллер режиссёра Марса Каллахана. Премьера фильма состоялась 8 июня 2002 года.

## Сюжет
Молодой Джонни Дойл по прозвищу Хитрец — настоящий виртуоз пула, мечтает о кубке профессионалов. Его опекун и менеджер Джо мечтает заработать состояние, используя талант своего подопечного в турнирах на деньги…

## В ролях
- Марс Каллахан[англ.] — Джонни Дойл
- Кристофер Уокен — Майк Флинн
- Чазз Палминтери — Джо
- Рики Шродер — Брэд
- Род Стайгер — Ник
- Майкл Розенбаум — Дэнни
- Элисон Иствуд — Тара
- Филлип Глассер — Макс
- Энсон Маунт — Крис
- Гленн Пламмер — Чико
- Ричард Портноу — Таупи Джей
- Эрни Рейес-мл. — Тэнг
- Питер Марк Ричман — Филлип
- Питер Добсон — Кори
- Джерри Норт — Рыжий
- Боджесси Кристофер — Ной
- Натан Стивенс — парень
- Майкл Аронин — Джек Кэйн
- Крис Корсо — уборщик
- Мик Э. Джонс — Рэгз
- Грег Феллоуз
- Майк Мэйси — Луис
- Ориен Ричман — Бретт
- Шэннон Энджманн — Бет
- Кристина Санторо — Скарлет
- Мишелль Эйндж — кокетка
- Билли Лэмб — Билл
- Джон-Пол Сэлисбери — Лось
- Шато — Испанец
- Стивен Бук — Лоуренс
- Джино Денти — Марв
- Роберт Скотт МакКлауд — подросток
- Димитрий Деслис — Грек
- Лисса Палло — проститутка
- Гарри Ли — бандит
- Дайен Бим — гостья

### В титрах не указаны
- Фрэнк Герриш — Рослый
- Грег Уэйн — бильярдный жулик
- Стив Шорт — Бостонский Коротыш
- Чарли Террелл — гитарист
- Майкл Джонс — Экстра
- Скотт Нанкивел — Бобби
- Брайан Шварц — Брайан
- Гэвин Шинан — бильярдный жулик

### Каскадёры-дублёры
- Чак Борден — дублёр Чазза Палминтери
- Бен Дженсен — дублёр Рика Шродера
- Тодд Уоррен — дублёр Майкла Розенбаума
- Питер Эпштайн

## Съёмочная группа
- Постановка: Марс Каллахан
- Сценарий: Марс Каллахан, Крис Корсо
- Продюсеры: Карен Бенинати, Пол Брукс, Кэрол Джиллсон, Джон Хермансен, Дэвид Кроунмейер, Нэнси Лэнэм, Винсент Ньюман, Скотт Наймейер, Джоуи Ниттоло, Дэвид Питерс, Такер Тули, Норм Уэйтт
- Оператор: Роберт Моррис
- Композитор: Ричард Глассер
- Монтаж: Джеймс Тули
- Художники: Роберт ла Либерте, Николь Ли
- Художники по костюмам: Кристин Перссон, Джули Харрисон
- Грим: Жасмин Бэйли, Ник Барфусс, Тодд Кляйщ
- Звукорежиссёр: Питер Джиоко
- Звуковые эффекты: Эндрю Касчиато, Ной Саусалл, Кристофер Коффелт (нет в титрах)
- Визуальные эффекты: Шон Хьюитт, Рита Шрэг, Джим Стюарт
- Постановка трюков: Билли Бэйтс

## Номинации
2003 — Номинация на ESPY Award в категории «Лучший спортивный фильм»